# Échevin (Luxembourg)
Pour les articles homonymes, voir échevin (homonymie).
Au Grand-Duché de Luxembourg, un échevin (en luxembourgeois : Schäffe et en allemand : Schöffe) est un membre de l'administration d'une commune luxembourgeoise.

## Fonctionnement
Le nombre des échevins peut être fixé, par arrêté grand-ducal, à trois dans les communes de 10 000 à 19 999 habitants et à quatre dans les communes de 20 000 habitants et plus, sauf que le nombre des échevins de la Ville de Luxembourg peut être de six.
Les échevins sont nommés par le ministre de l'Intérieur, les uns et les autres à choisir parmi les membres siégeant au conseil communal comme adjoints du bourgmestre.
Le rang des échevins est déterminé par ordre de nomination. Il peut toutefois être modifié par une décision du collège des bourgmestre et échevins, sous l'approbation du ministre de l'Intérieur.
Les échevins sont nommés pour un terme de six ans et font partie de l'exécutif communal, le collège des bourgmestre et échevins. Toutefois, ils perdent cette qualité si, dans l'intervalle, ils cessent de faire partie du conseil communal. L'échevin nommé en remplacement d'un autre échevin achève le mandat de celui-ci.